# Toy Boys
Toy Boys – polski zespół nurtu disco polo.

## Historia
Zespół powstał w 1992 z inicjatywy Tomasza Samborskiego i Stanisława Bokowego, do których wkrótce dołączyli Magdalena Pańkowska i Zbigniew Samborski, brat Tomasza. Grupa wylansowała na początku lat 90. przeboje, takie jak „Jelcyn Jelcyn” i „Anna i Ewa”. Łącznie wydała cztery albumy, część z nich sygnowana była nazwą Toy Boys & Shazza.
Lider zespołu, Tomasz Samborski, prowadził w latach 1995–2002 program Disco Relax na antenie Polsatu, a Shazza rozpoczęła karierę solową i zdobyła dużą popularność po 1994.

## Skład
- Tomasz Samborski – muzyka, słowa, keyboards, wokal
- Magdalena ”Shazza” Pańkowska – keyboards, chórki
- Zbigniew Samborski – keyboards, wokal
- Stanisław Bokowy – keyboards, gitara

## Dyskografia
- 1992: Hit – płyta wydana pod nazwą Toy Boy’s przez firmę „Roja” (JK-013)[4]
- 1993: Wyspa moich marzeń (BS-128)
- 1993: Blue mix 1 (BS-137)
- 1993: Jelcyn Dance (BS-151)
- 1994: Blue mix 2 (BS-170)
- 1994: Mam to co mam (BS-190)
- 1994: Jelcyn, Jelcyn czego chcesz
- 1995: Carnaval mix '95 razem z Shazzą

## Teledyski
- Wojsko, wojsko (1993)
- Jelcyn, Jelcyn (1994)
- Anna i Ewa (1994)
- Stokrotka (Euro Dance Mix) (1995, klip koncertowy)
- Mam to co mam (1995, klip koncertowy)